# Allmänna konst- och industriutställningen

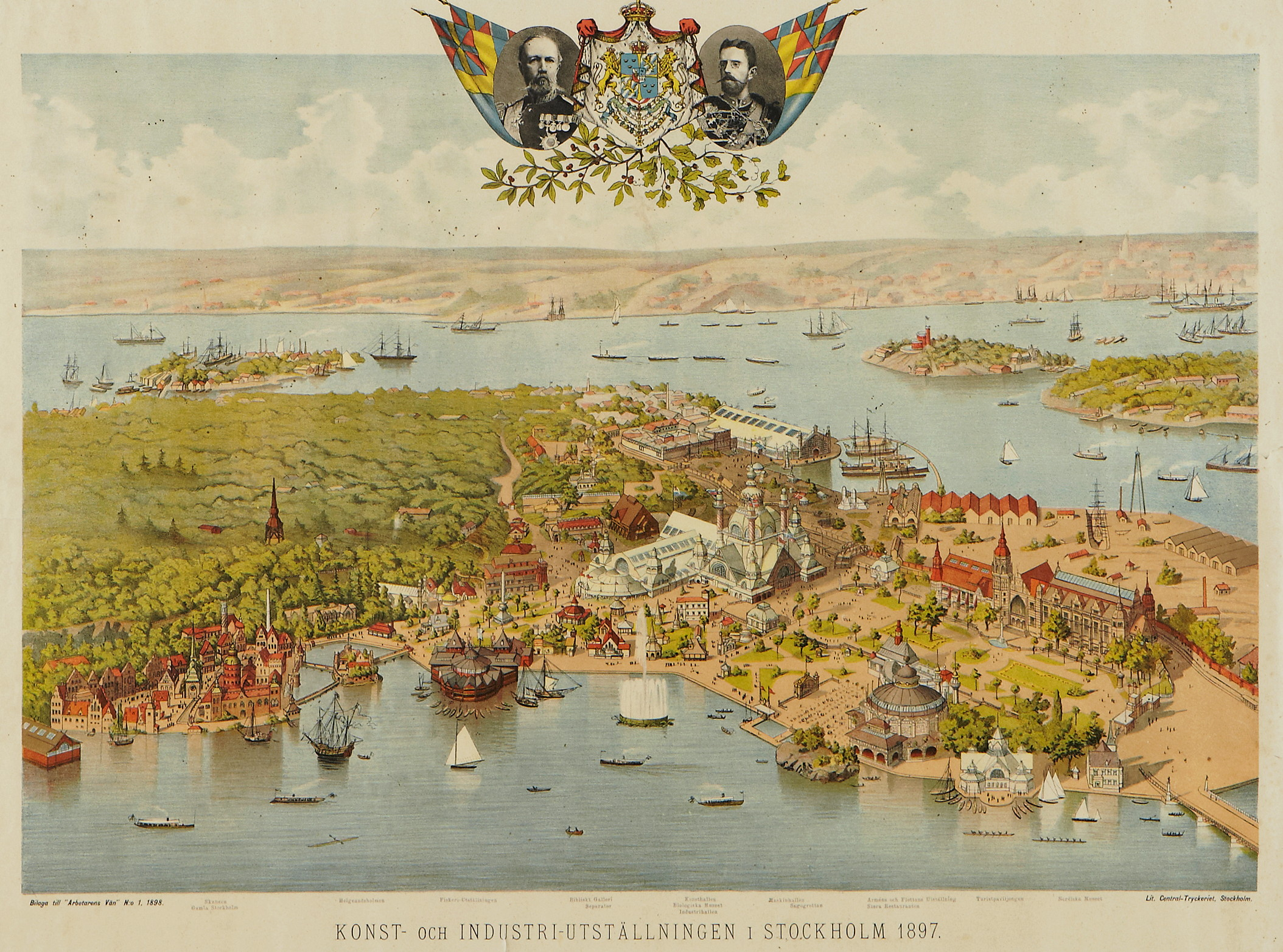
Översikt över utställningsområdet, vy mot syd

Allmänna konst- och industriutställningen (Stockholmsutställningen 1897)  på Djurgården i Stockholm 1897 var en storslagen utställning över vad Sveriges (och Norges - som var i union då) industrialism kunde åstadkomma. Den anordnades av dåvarande kronprins Gustaf, senare kung Gustaf V, med anledning av kung Oscar II:s 25-årsjubileum som regent. 
Utställningen, som öppnade den 15 maj 1897 och stängde den 3 oktober 1897, var den fjärde i en serie av skandinaviska konst- och industriutställningar, som tidigare hade hållits i Stockholm 1866, i Köpenhamn 1872 och 1888.

## Öppning och invigning
Vid invigningen den 15 maj deltog Oscar II och "kungens ankomst till utställningen" spelades in på film. Även konungens invigningstal förevigades genom inläsning på fonograf (dock ej av honom själv, utan av Edvard Unge med en snarlik röst). En del av Oscar II tal lyder;
| ” | ...här har historien sjelf anvisat en berättigad plats åt det stora, fredliga allhärjarting, som nu samlas/.../Här, där fordom svear och götar möttes, försonades, förenades, vid den mångbesjungna Mälaren, hvars vidtomfattande Gefion enligt sägen skurit ut till Eystrasaltets våg, där sedan Sveriges hufvudstad grundades av den frejdade och hugstore riksföreståndaren och jarlen, hvilken blef icke allenast kyrkofridens, kvinnofridens och hemfridens, utan äfven tingsfridens förste skyddsherre i Norden- här har historien sjelf anvisat en berättigad plats åt det stora, fredliga allhärjarting, som nu samlas, här har det svenska folket stämt möte med sina bröder på den skandinaviska halfön vestanfjells, med sina fränder vid Sundets och Bältens stränder samt med sina grannar på andra sidan Östersjön, vid Nevas och Auras bräddar till en fredlig täflan på arbetets idrottsfält. | „ |

Vid öppningsceremonin framfördes skalden Carl Snoilskys högtidliga kantat till skapandets ära.

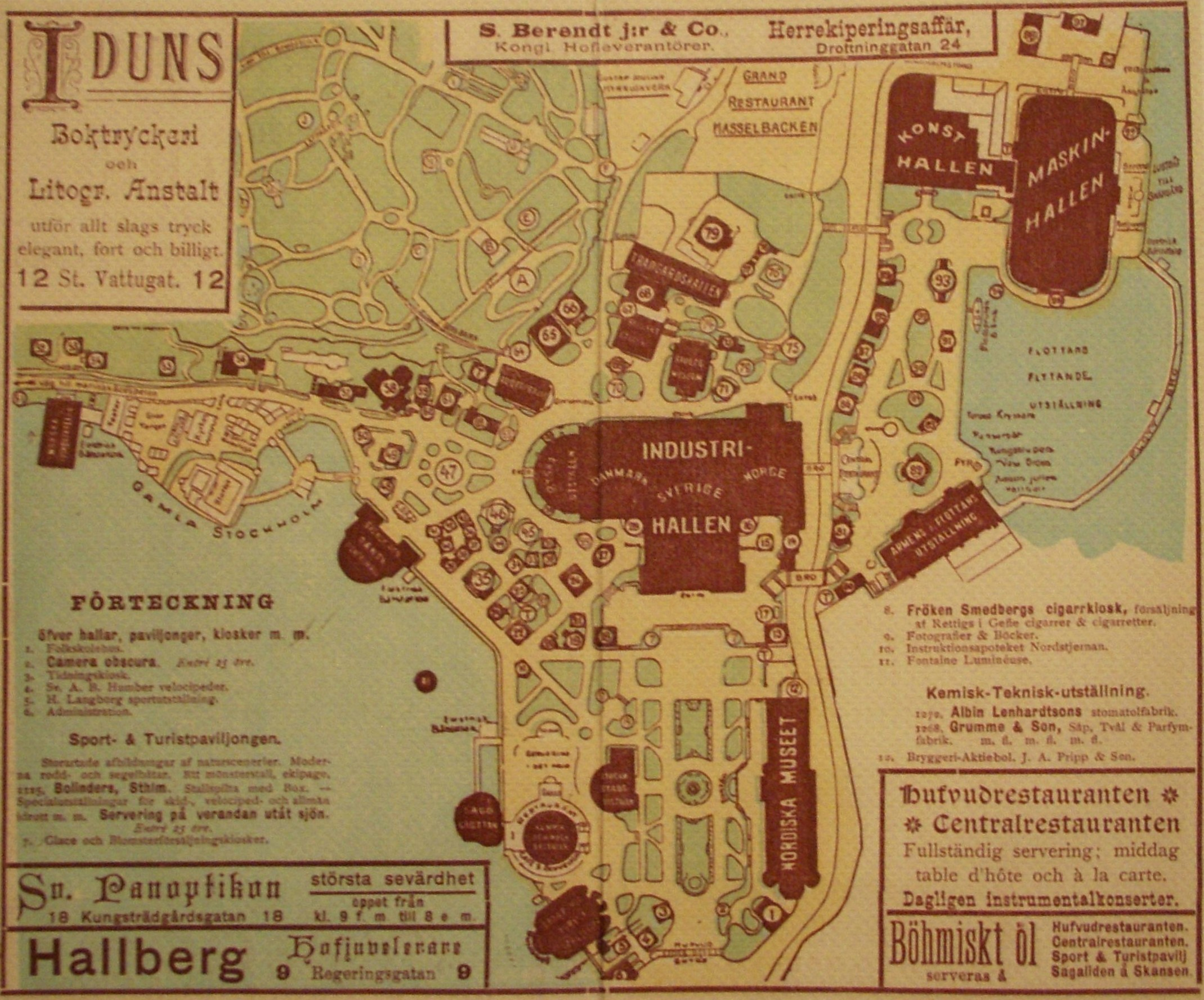
Översiktsplan över utställningsområdet

| ” | Till sina hallar Hör arbetet kallar. På under det bjuder i stålblank prakt. Hör ångan, som visslar Det kokar och sjuder! Maskinen gnisslar I dånande takt. Se hur kraften brutit genväg till sitt mål, nya redskap gjutit af ett smidigt stål! Hur hon sinnrikt danat allt för lifvets kraft! Hur hon genomspanat allt som jorden gaf! | „ |

## Arkitektur

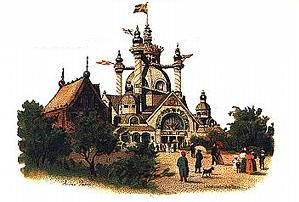
Från reklamaffischen

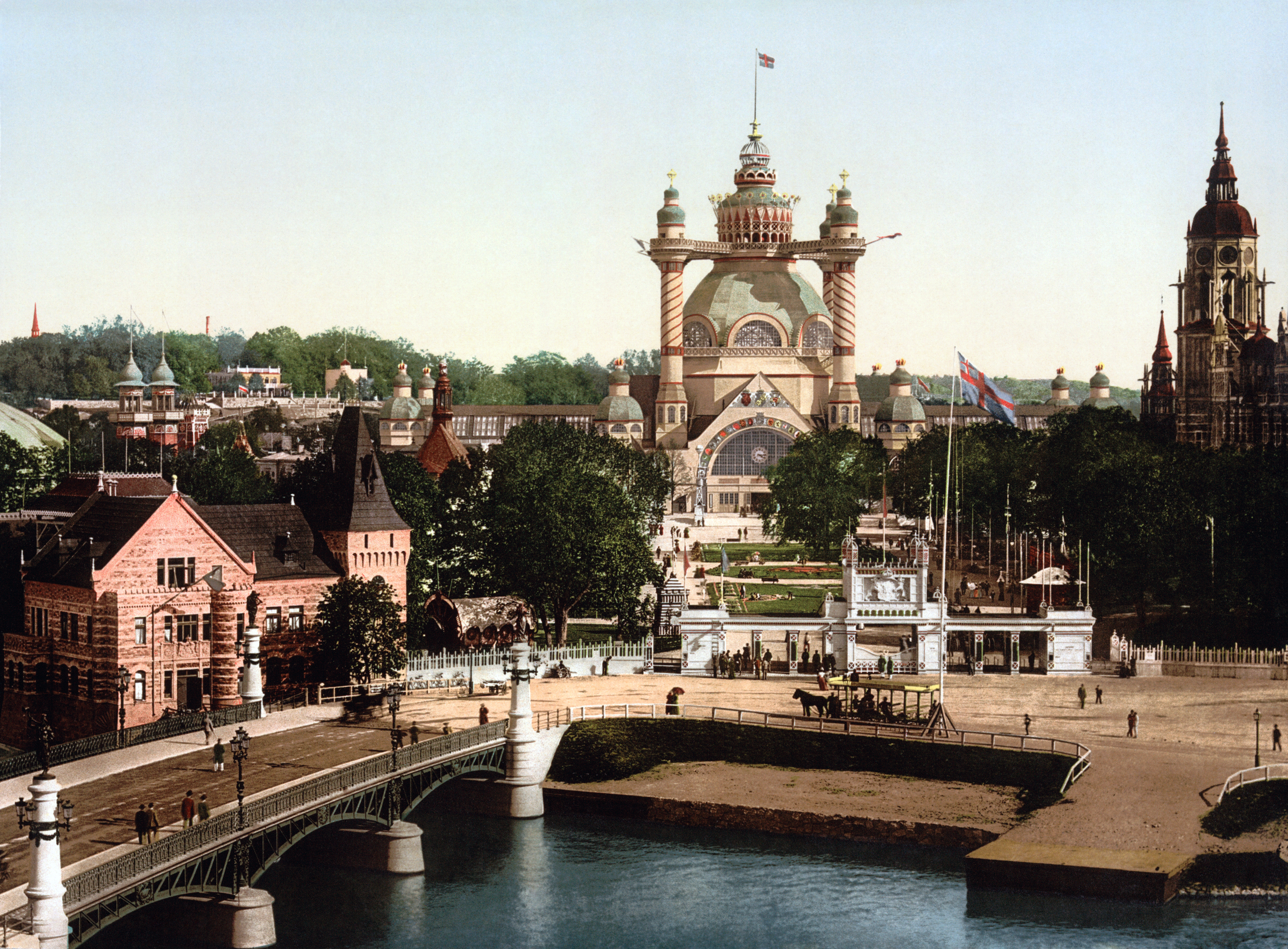
Handkolorerat fotografi från området.
(Lägg märke till att svenska flaggan fick fel färg.)

Ett hundratal spektakulära byggnader och paviljonger uppfördes och fylldes under sommarmånaderna med allehanda utställningsföremål av 3 722 utställare. Ansvarig arkitekt var Ferdinand Boberg. Vid denna utställning visades också de första filmbilderna tagna i Sverige, föreställande kung Oscar II:s ankomst till utställningen. 
Den, av Ferdinand Boberg och Fredrik Lilljekvist ritade, stora utställningshallen med kupolen och sina fyra torn med förbindande bryggor till "kronan" var byggd endast i provisoriskt avseende och revs kort efter utställningen. I de två främre tornen fanns hissar som tog besökare upp till utkiksplatsen, byggnaden var uppemot 100 meter hög. Byggnaden uppfördes helt i trä.
Premiärdagen var den 15 maj 1897 och efter cirka fyra månader, söndagen den 3 oktober stängde Stockholmsutställningen och de flesta byggnaderna demonterades. Antalet besökare uppgick till cirka 1,5 miljoner.

## Beskrivning av området

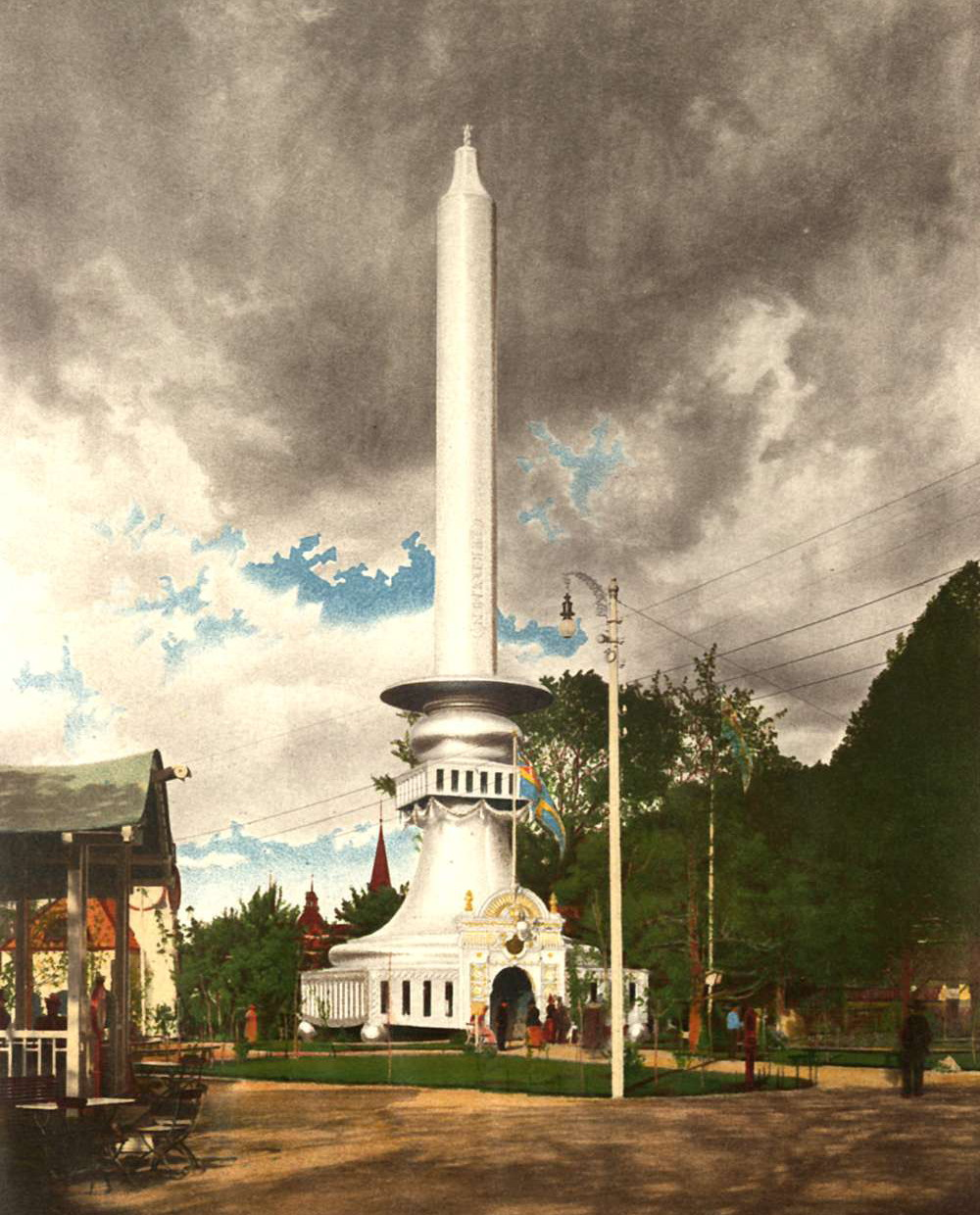
Liljeholmens paviljong.

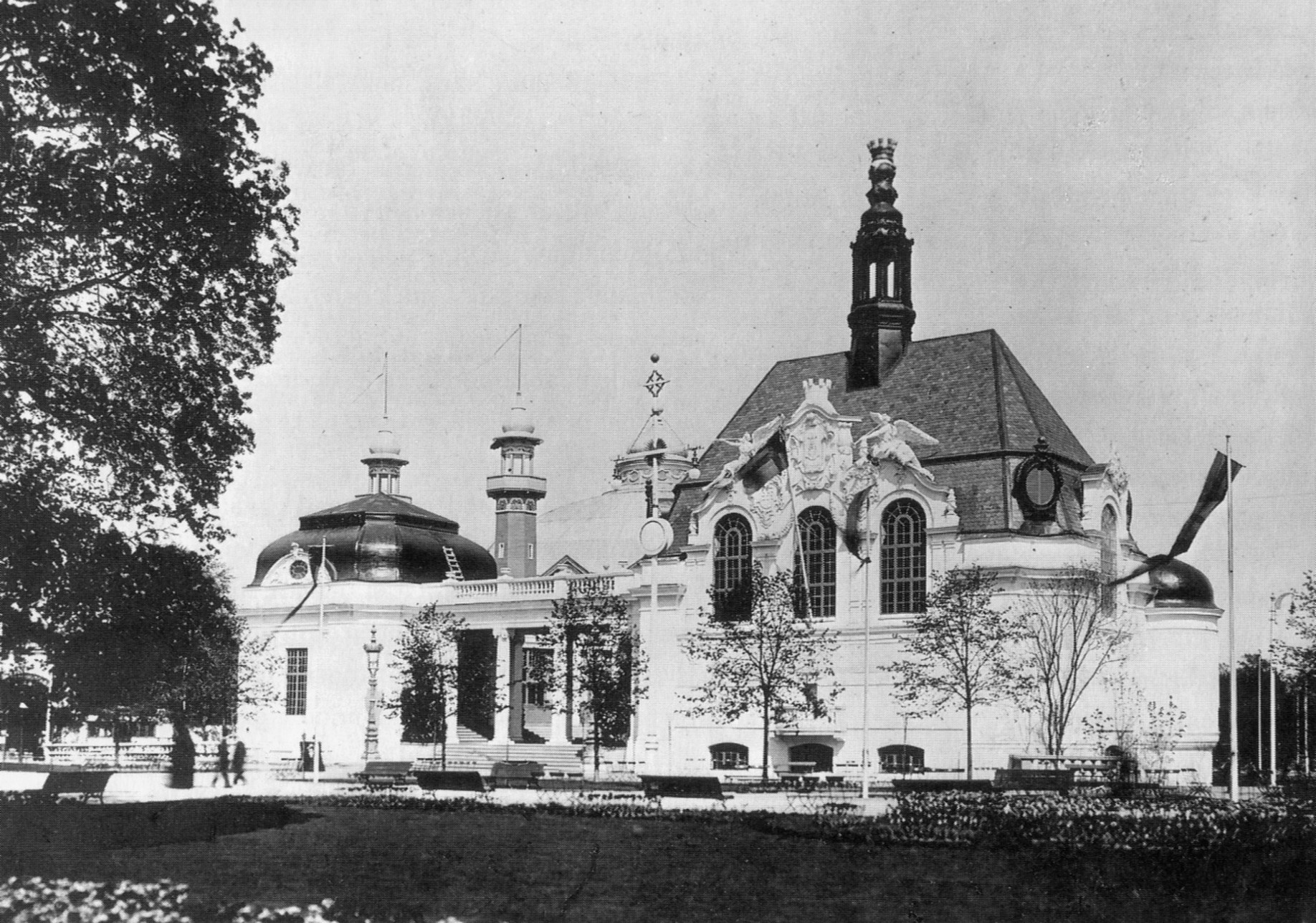
Stockholms stads paviljong.

Utställningsområdet omfattade den västra delen av Djurgården (Lejonslätten). Man anlände enklast via Djurgårdsbron, nyrenoverad tillfället till ära, eller via den enklare provisoriska träbron bredvid. Premiärdagen kostade en biljett 10 kronor, men senare sänktes priset till mellan 1,50 och 2 kronor. 
Omedelbart till vänster när man kom in på området fanns Stockholms stads paviljong, byggd i ett slags nybarock stil och ritat av arkitekt Gustaf Wickman. Det var en av de mest uppskattade paviljongerna av kritikerna, eftersom den på ett pedagogiskt sätt berättade om Stockholms utveckling under de senaste åren. Genom statistiska hjälpmedel som diagram och tredimensionella stereogram åskådliggjordes stadens ökande befolkning och minskade sjukdom och brottslighet. 
Bland många attraktioner fanns även visningar av "lefvande bilder". Det skedde i en särskild lokal som låg inom miniatyrstaden Gamla Stockholm och kan ses som stadens första biografsalong. Särskilt intressant var ett aktuellt programinslag från utställningens invigning av Oscar II, händelsen visades samma dag på Stockholms slott. Oscar II "uppskattade högeligen att se sig själv på den vita duken".
Följde man vattnet fanns en fiskeripaviljong, en sagogrotta, och inte minst en kulisstad föreställande "Gamla Stockholm" i skala 1:2 (halva storlek), som föreställde en förenklad miniatyrkopia av 1500-talets Stockholm i trä och gips (se avsnitt "Gamla Stockholm"). Mitt på området stod Ferdinand Bobergs stora industrihall. Inuti den bjöds det industrialiserade samhällets varor ut, i en överdådig marknadsföring. Man följde ett slags överlastad estetik, där mängden varor var någonting spektakulärt i sig. 
Boberg var också ansvarig för den konsthall som uppfördes, och där ett stort urval av såväl svenska som nordiska och andra internationella konstnärer visades. Ordförande för konstsektionen var prins Eugen, och det är notabelt att såväl akademister som opponenter deltog i utställningen. Man slöt upp kring de nationella och utvecklingsoptimistiska idealen.
Utöver dessa största attraktioner fanns en maskinhall (numera Ljungbergshallen i Borlänge) och inte minst Liljeholmens Stearinfabriks paviljong i form av ett jättelikt stearinljus. Arkitekten var Victor Dorph, han ritade en 14 meter hög silverljusstake som innehöll en kupolsal, där ljustillverkning demonstrerades. Det hela kröntes av ett 23 meter högt "stearinljus" som var byggd i tegel som en skorsten. Högst upp fanns en strålkastare.

## Gamla Stockholm

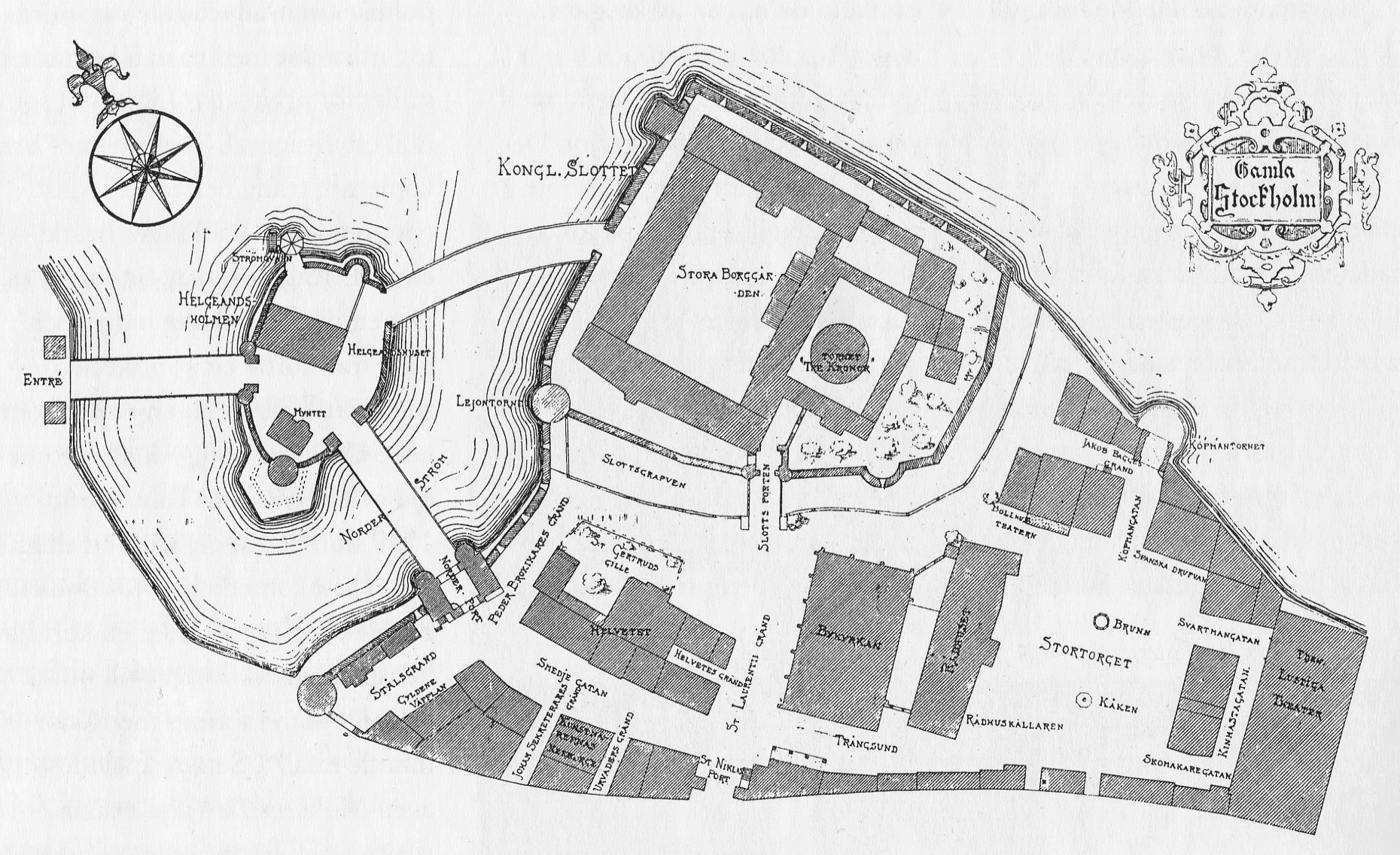
Karta över ”Gamla Stockholm”.

Gamla Stockholm var en miniatyrstad på Allmänna konst- och industriutställningen som uppfördes på Framnäs udde. Staden var en skapelse av arkitekt Fredrik Lilljekvist och hans medhjälpare Erik Hahr och föreställde en förenklad kopia av 1500-talets Gamla stan i trä och gips. Miniatyrstaden blev en av utställningens stora attraktioner som besöktes av ungefär 12 000 personer. Gator och gränder fick riktig stenbeläggning och byggnaderna (som egentligen bestod av gipsklädda trästommar) fick fasader med avtryck av murtegel och gråsten. Taken belades med riktig taktegel. Vissa hus hade putsade fasader och trähus samt korsvirkeshus uppfördes i äkta material. Allt målades och gavs en ytbehandling som förespeglade ett äldre ”begagnat” intryck. 
Skalan var huvudsakligen 1:2 (alltså halva storleken) men gick ända ner till 1/3 av verkligheten. Genom perspektiviska förskjutningar skapades en illusion av en medeltida fantasistad med viss historisk anknytning till Gamla stan och inspiration från Visby. När det inte fanns passande förebilder till husen i den historiska Gamla stan lånade Lilljekvist från annat håll, så var exempelvis värdshuset Gyllene Våfflan en kopia av Kungsstugan i Örebro.
Gamla Stockholm illustrerade inte bara det medeltida Stockholm på ett mycket realistiskt sätt utan även världens senaste moderniteter. Vid Rosendalsvägen och med egen entré låg Lumières Kinematograf i Gamla Stockholm. Här visades den 19 juli 1897 den dagsfärska filmen Konungens af Siam landstigning vid Logårdstrappan. Landstigningen av Siams konung vid Stockholms slott hade spelats in sex dagar tidigare av filmfotografen Ernest Florman. Filmen anses vara den första helsvenska filmupptagningen. En annan film på repertoaren skapades av den franske filmfotografen Alexandre Promio och blev under titeln Slagsmål i Gamla Stockholm en av Sveriges första spelfilmer. Filmen är en minut lång. Lika nydanande var röntgenstrålning som demonstrerades i en av entréns hörntorn. För 25 öre kunde den som ville få genomlysa såväl sin hand som sin portmonnä.

## Maskinhallen
Huvudartikel: Ljungbergshallen

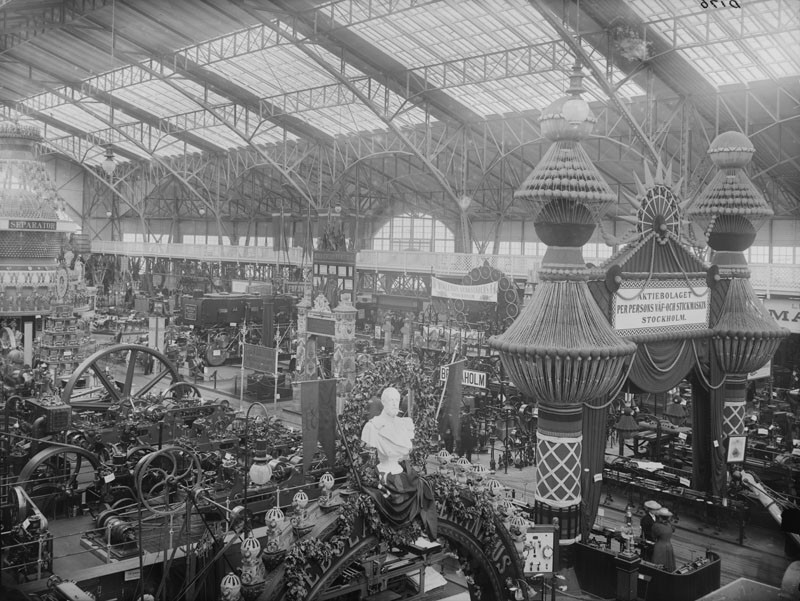
Interiörbild Maskinhallen

Maskinhallen (även kallad Bobergshallen eller Ljungbergshallen) uppfördes till Stockholmsutställningen 1897. Byggnaden var en av de mest spektakulära byggnaderna inom utställningsområdet och var cirka 10 000 kvadratmeter stor. Förebilderna är Eiffeltornet och den engelska motsvarigheten Crystal Palace. Stålskelettet är gjort i jugendstil och väggarna bestod från början av ett kanvasliknande material. Det släppte igenom ljuset och man kunde ana vad som hände innanför de målade väggarna - rosa utanpå och blå inuti.
Byggnaden var ritad av Ferdinand Boberg och konstruerad av Fritz Söderbergh. Stålet kom från Domnarvets Jernverk och såldes till mässan genom disponent Erik Johan Ljungberg för 250 000 kr - men Ljungberg köpte sedermera tillbaka hallen på anbud för 61 000 kronor och monterades ner och fraktades på järnväg till Borlänge och sattes upp kring de första pappersmaskinerna vid Kvarnsvedens pappersbruk. De första delarna anlände till Borlänge Trettondag jul 1898. Disponent Ljungberg hade nämligen för Stora Kopparberg AB:s räkning i uppdrag att bygga ett pappersbruk vid Kvarnsvedsforsen i Dalälven.

## Utställningens arkitekter
Huvudarkitekt var Ferdinand Boberg, tillsammans med Fredrik Dahlberg och Gustaf Wickman svarade han för tretton utställningspaviljonger. Fredrik Lilljekvist stod för fyra byggnader och hela miniatyrstaden ”Gamla Stockholm”. Theodor Wåhlin från Malmö deltog med två paviljonger. Bland övriga arkitekter märks Sigge Cronstedt, Victor Dorph, Erik Josephson, Lars Israel Wahlman och Carl Westman. Totalt bestod utställning av ett 90-tal paviljonger.

## Bildgalleri
- Fler historiska bilder finns på Stockholmskällan

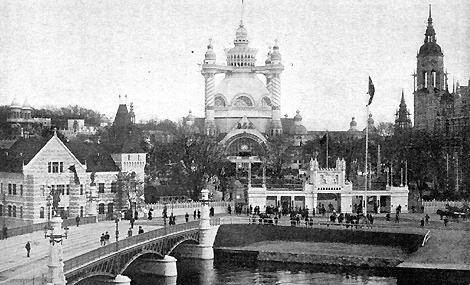
Vy från Djurgårdsbron
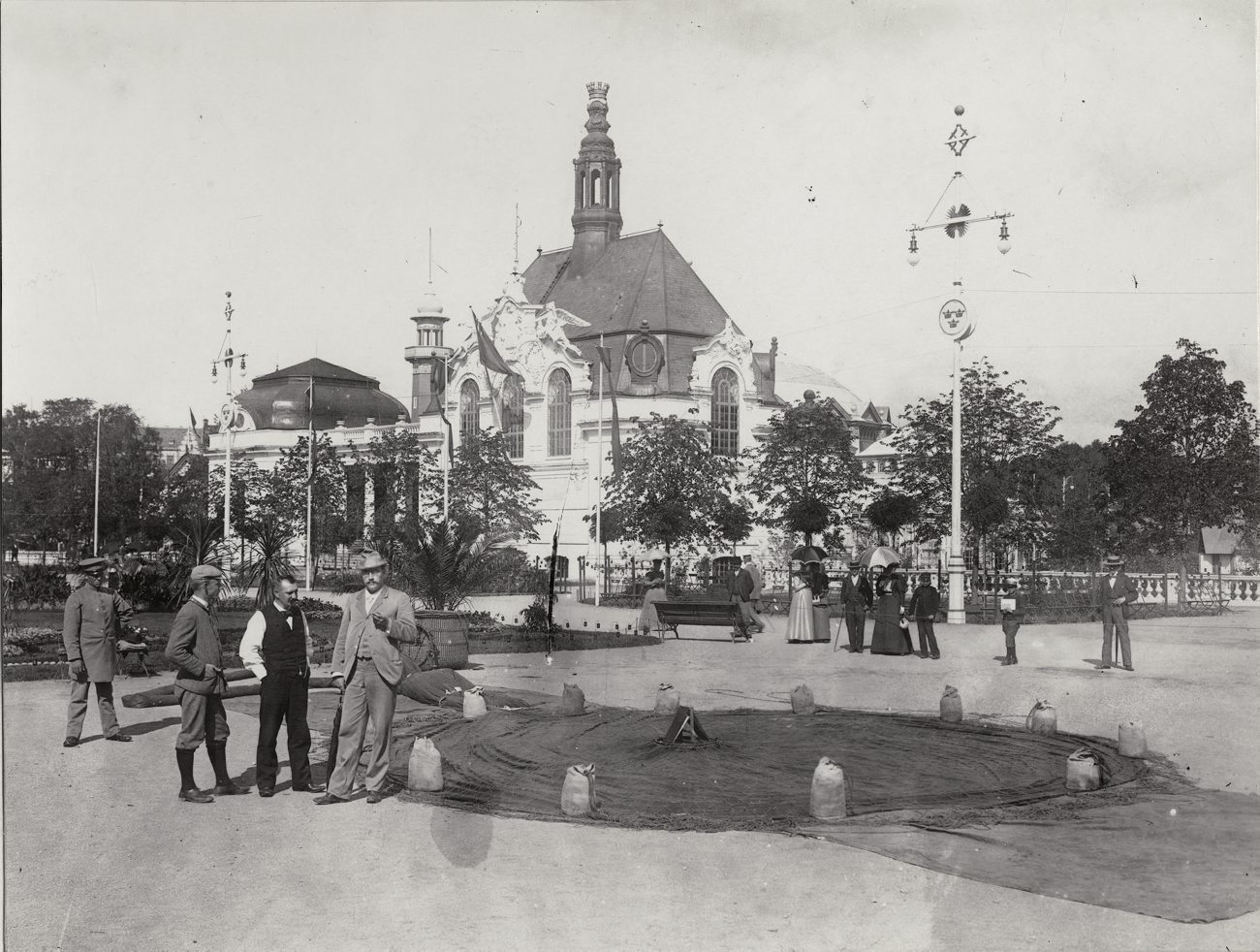
Stockholms stads paviljong
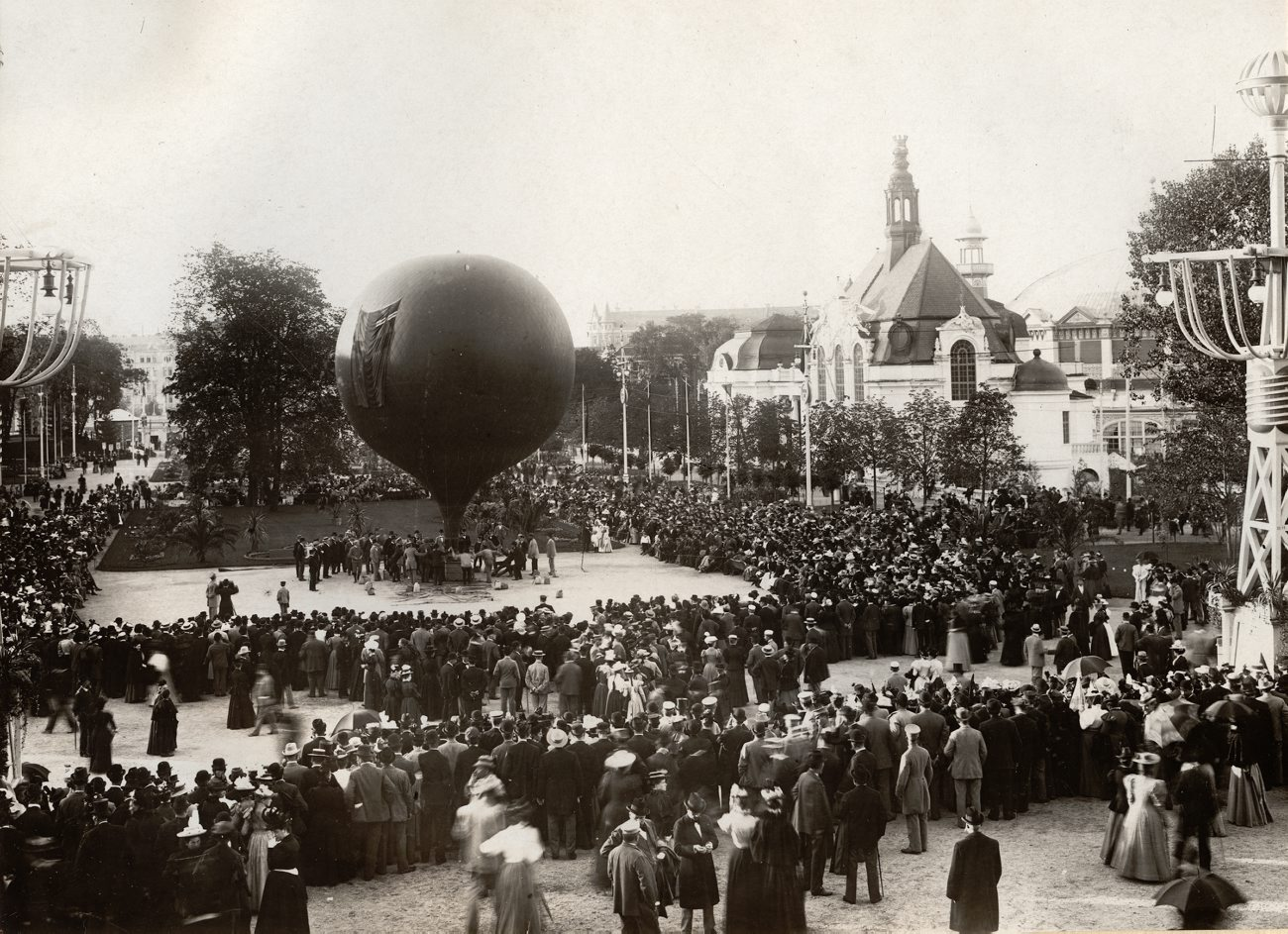
Ballonguppstigning
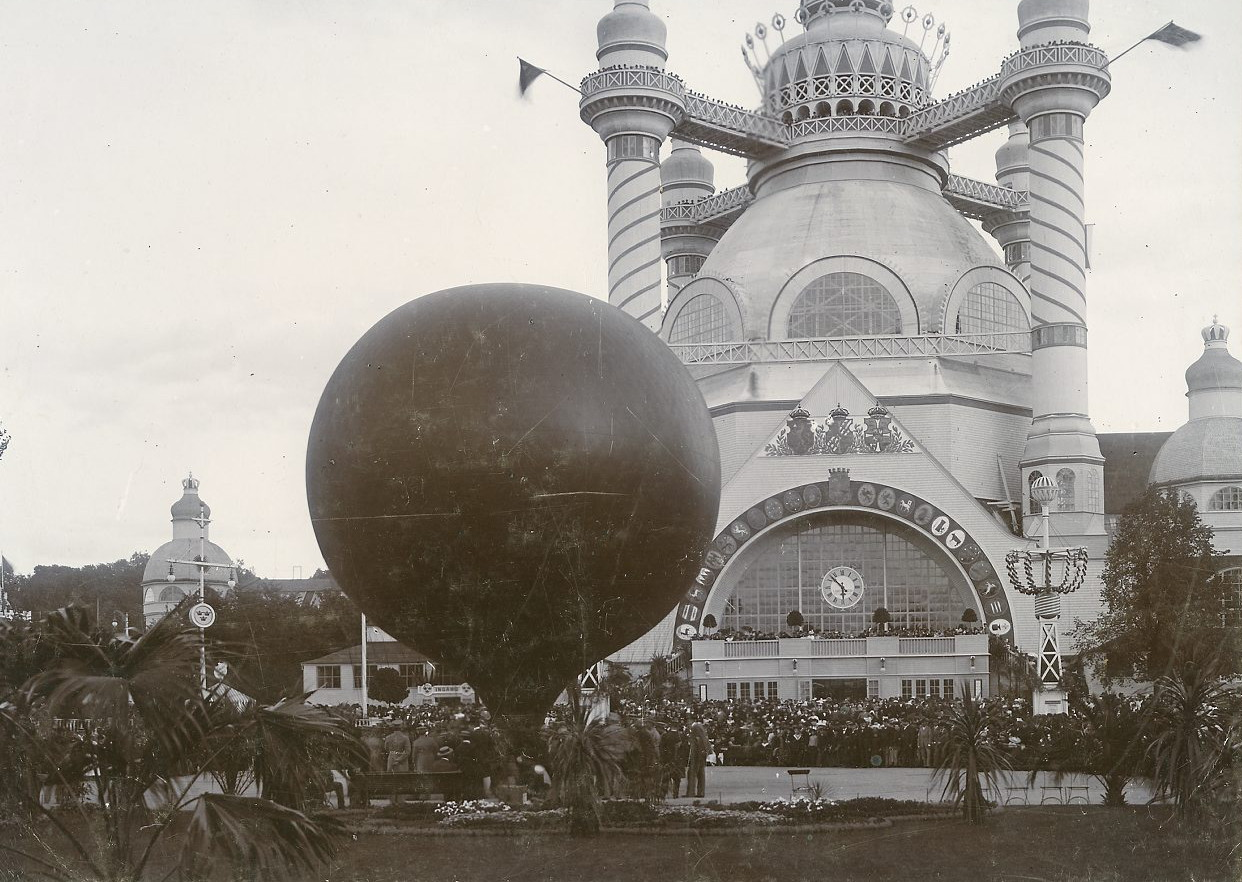
Industrihallen
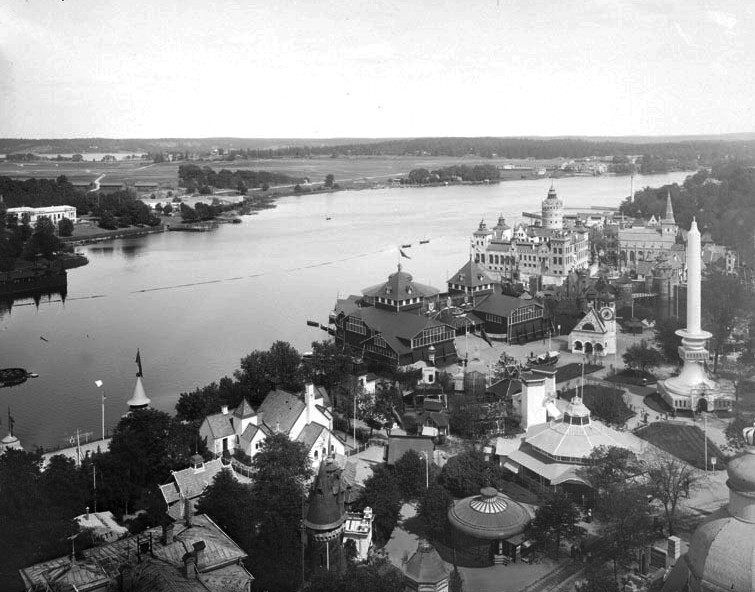
Ballongbild av Oscar Halldin
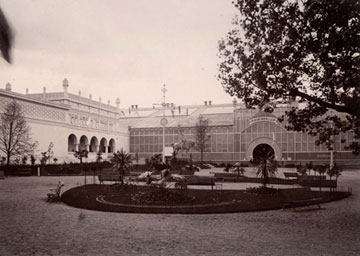
Maskinhallen
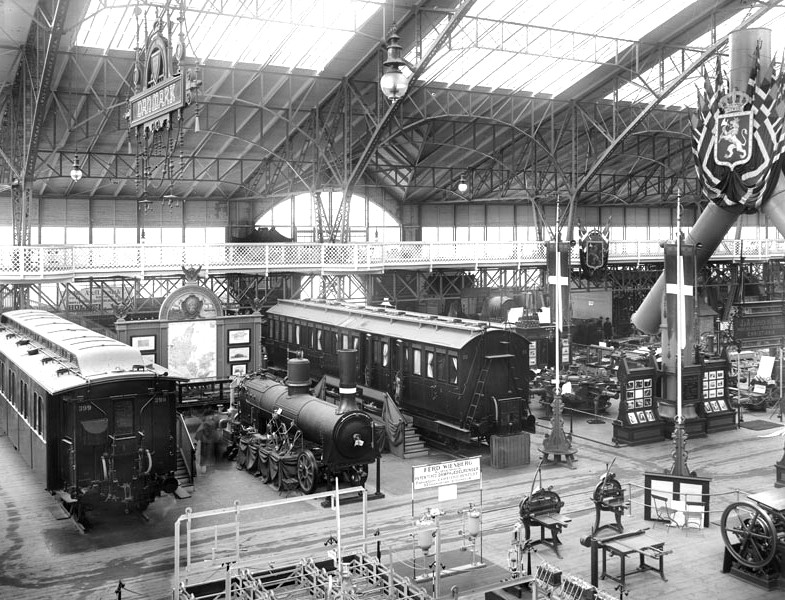
Interiör Maskinhallen med lokomotiv
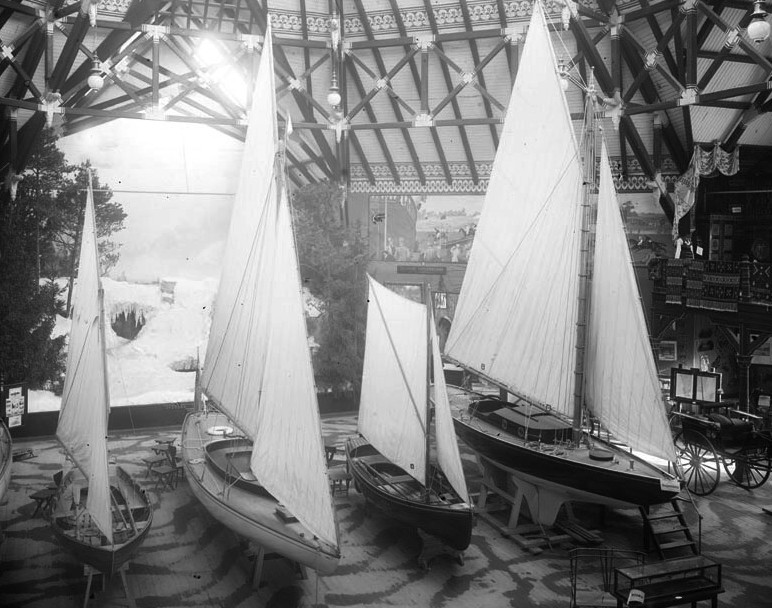
Hallen för segelbåtar

## Spår av utställningen idag

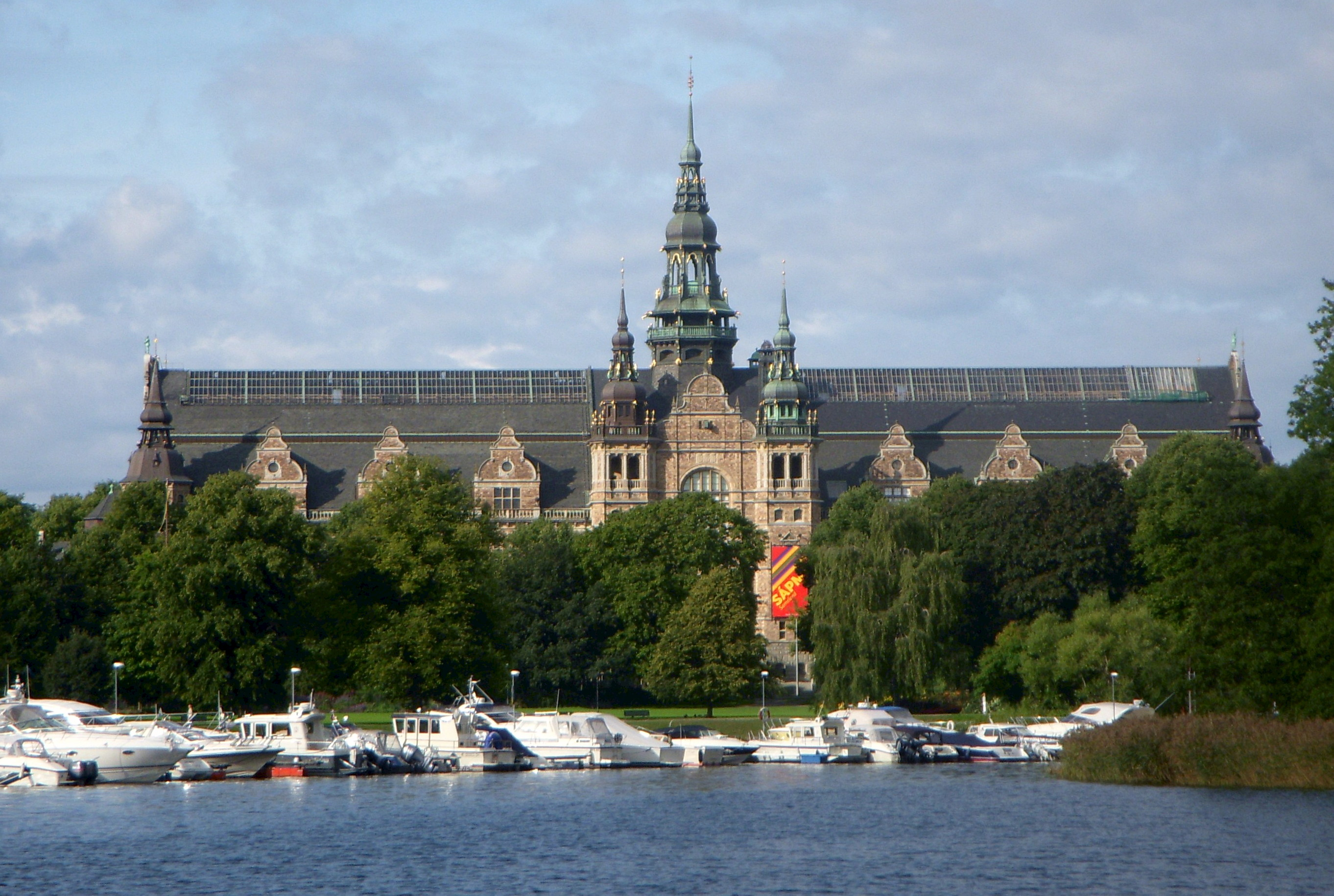
Nordiska museet.

Av de cirka 100 utställningspaviljongerna finns runt ett dussintal kvar idag. Över 1200 ritningar finns bevarade på Stadsarkivet Liljeholmskajen och alla ritningar har skannats och gjorts sökbara i en databas.
Kvar på Djurgården finns idag Skånska gruvan av arkitekten Gustaf Wickman, caféet Ekorren (flyttat till Biskopsudden), Jägarhyddan av Fredrik Lilljekvist och Stockholms bryggeriernas gemensamma ölhall, ritad av arkitekten Carl Westman skänktes till Skansen och fick namnet Bragehallen (senare ombyggd till "Cirkus Brage"). Wärdshuset Ulla Winbladh, under utställningen paviljongen för Reinholds Ångbageri och Conditori och senare Reinholds konditori, ligger kvar invid Rosendalsvägen. Till kvarvarande byggnader som kom till på grund av utställningen räknas även Djurgårdsbron, och Djurgårdens brandstation som invigdes dagen innan utställning började. Stationen har samma paviljongarkitektur som präglade utställningens många byggnader. Brandstationens verksamhet avvecklades 1927 och huset ingår idag i Gröna Lunds bebyggelse vid Lilla Allmänna gränd.
En del av byggnaderna lär ha sålts till välbeställda stockholmare som sommarhus. Administrationsbyggnaden flyttades till Tynningö i Stockholms skärgård och Trondheims officiella utställningspaviljong fraktades efter utställningens slut till Lidingö där den tjänstgjorde som Villa Nidaros som sommarnöje. Huset brann ner efter ett blixtnedslag i juli 1960, idag återstår grunden. En utställningskiosk, ritad av Ferdinand Boberg hamnade exempelvis som kolonistuga på tomt 1A i Eriksdalslunden koloniförening och en folkskolebyggnad transporterades efter utställningen till Neglinge och utgör idag den äldre delen av Neglinge skola.  
Johan Hultmans chokolad och konfekt aktiebolags paviljong flyttades till Gotland, utanför Visby och kallas "Chokladvillan" och ingår idag i en vandrarhemsverksamhet. Chokladvillan är delvis ombyggd men känns fortfarande igen. Bobergs maskinhall monterades ned när utställningen stängde och köptes av Stora Kopparberg i Borlänge. Därefter byggdes den åter upp på Kvarnsvedens bruk, dock med ett mer ändamålsenligt utseende. Ute där Spritmuseum ligger uppfördes en fyr. Efter utställningen flyttades den till Öland och blev Högby fyr. Till sist finns det så kallade "Pepparkakshuset" på Ramsö, en portvaktsstuga kvar. Även en brunn från "Gamla Stockholm" finns idag bevarad, men flyttad till inre borggården på Gripsholms slott. Bergbanan på Skansen byggdes också inför utställningen 1897, och en ritning finns bevarad på Stadsarkivet.
Biologiska museet från 1893 av Agi Lindegren, Villa Lusthusporten från 1873 av Hjalmar Kumlien, och Nordiska museet från 1889 av Isak Gustaf Clason byggdes inte för utställningen men harmonierade och var en del av utställningsområdet. Nordiska museets södra sida var inte uppförd när utställningen planerades 1897 och därför byggdes en provisorisk södra sida som efter utställningen revs.

## Kvarvarande byggnader (urval)

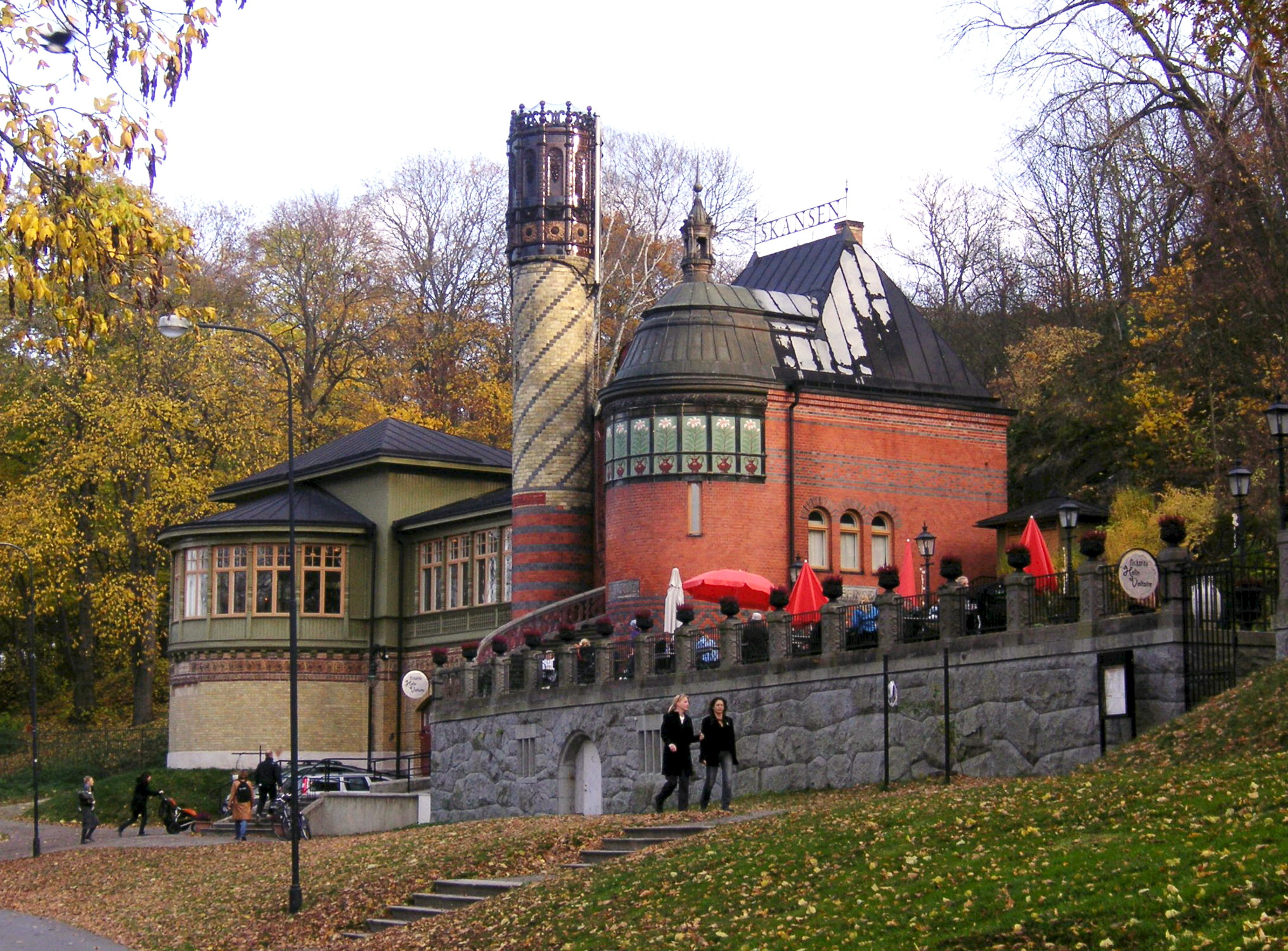
Skånska gruvan
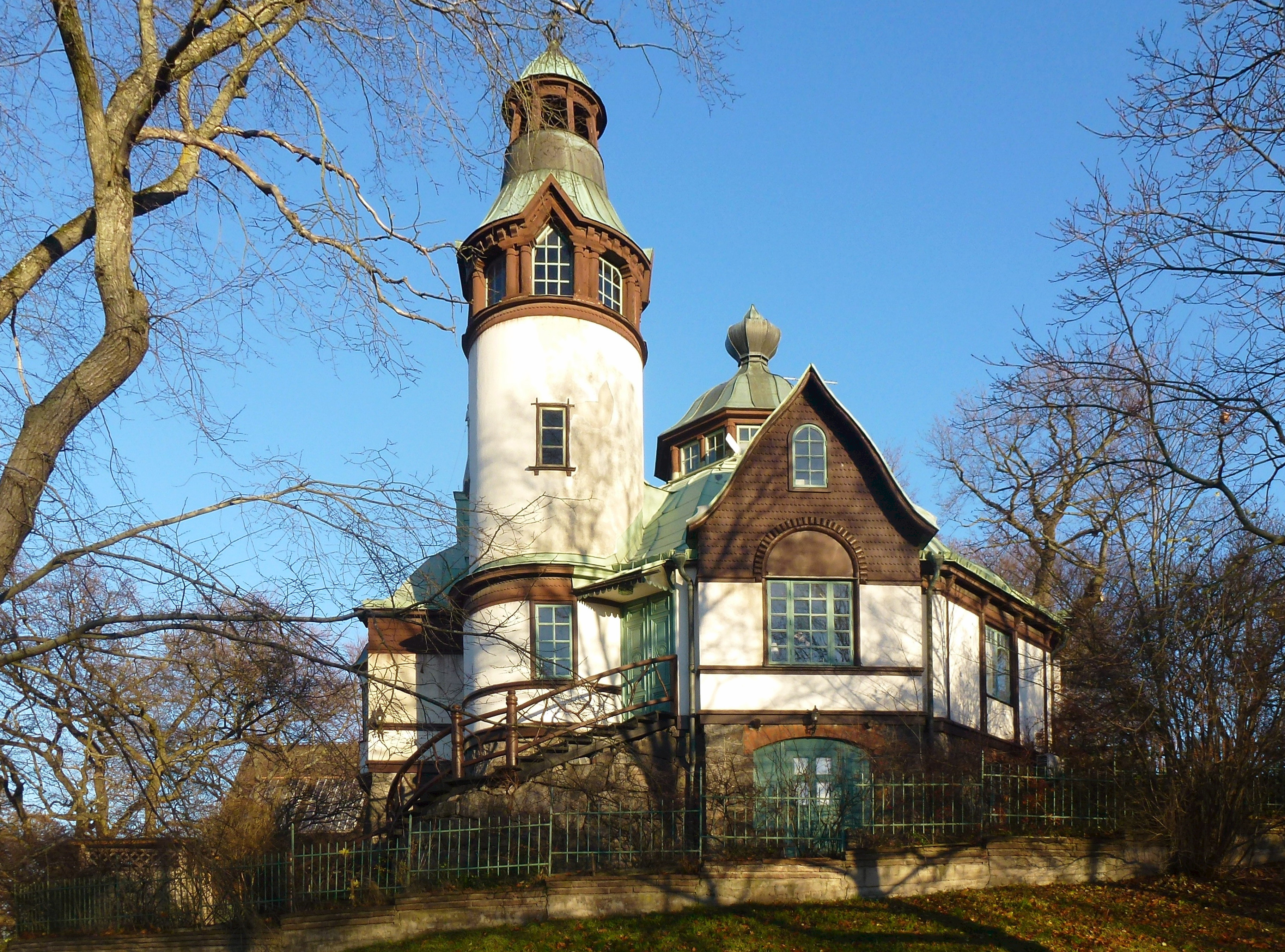
Jägarhyddan
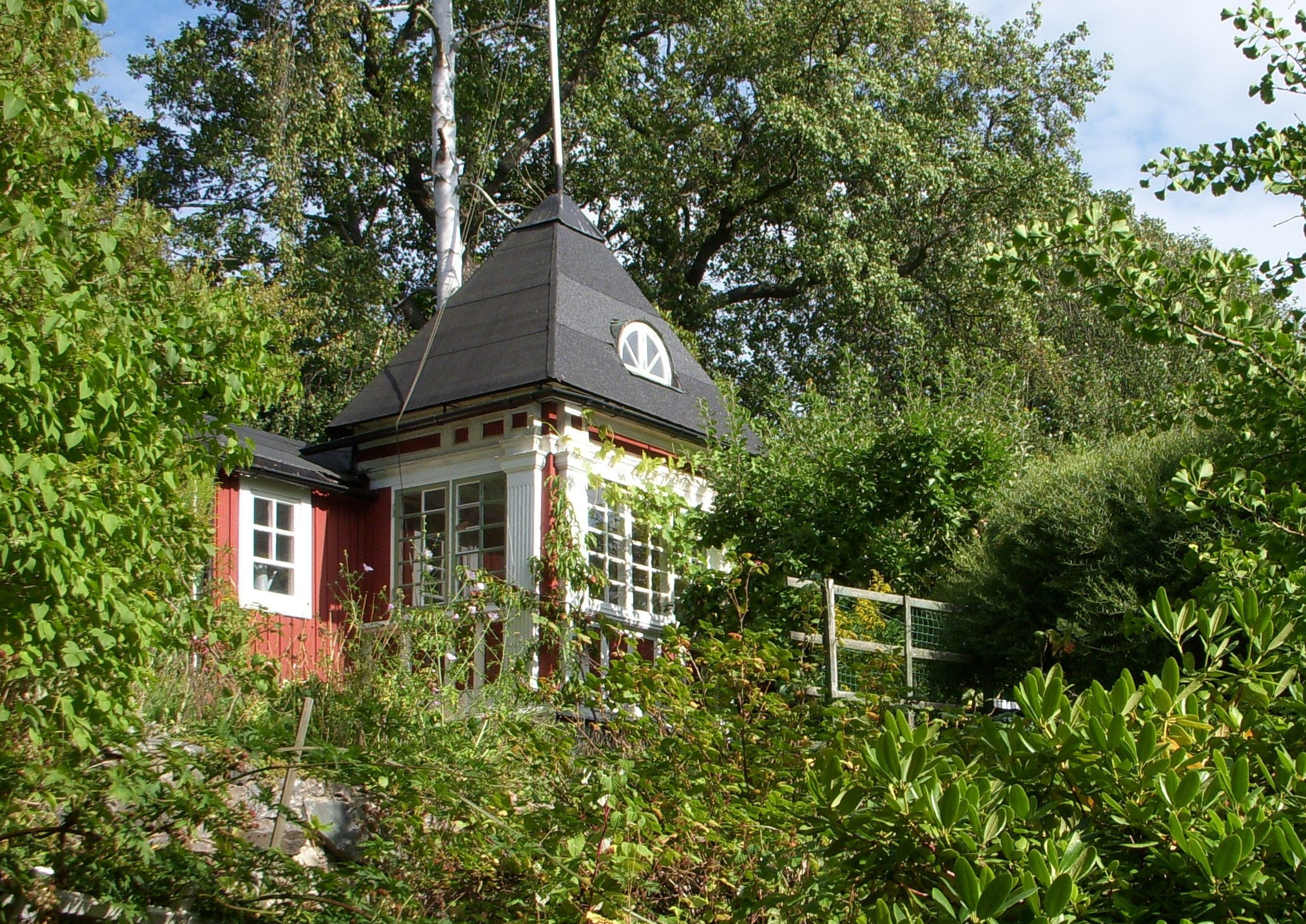
Kolonistuga i Eriksdalslunden
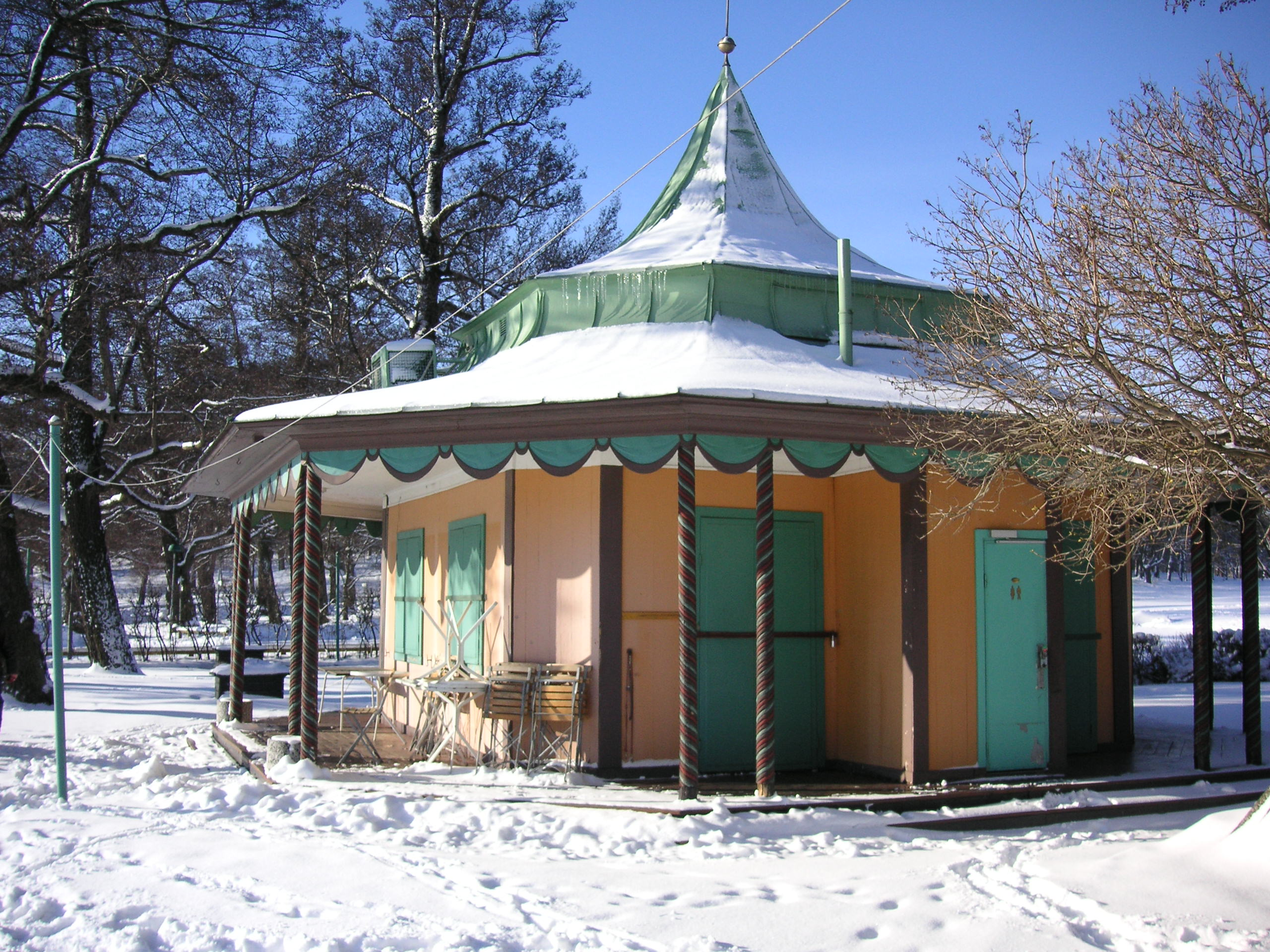
Sommarcafé "Ekorren"
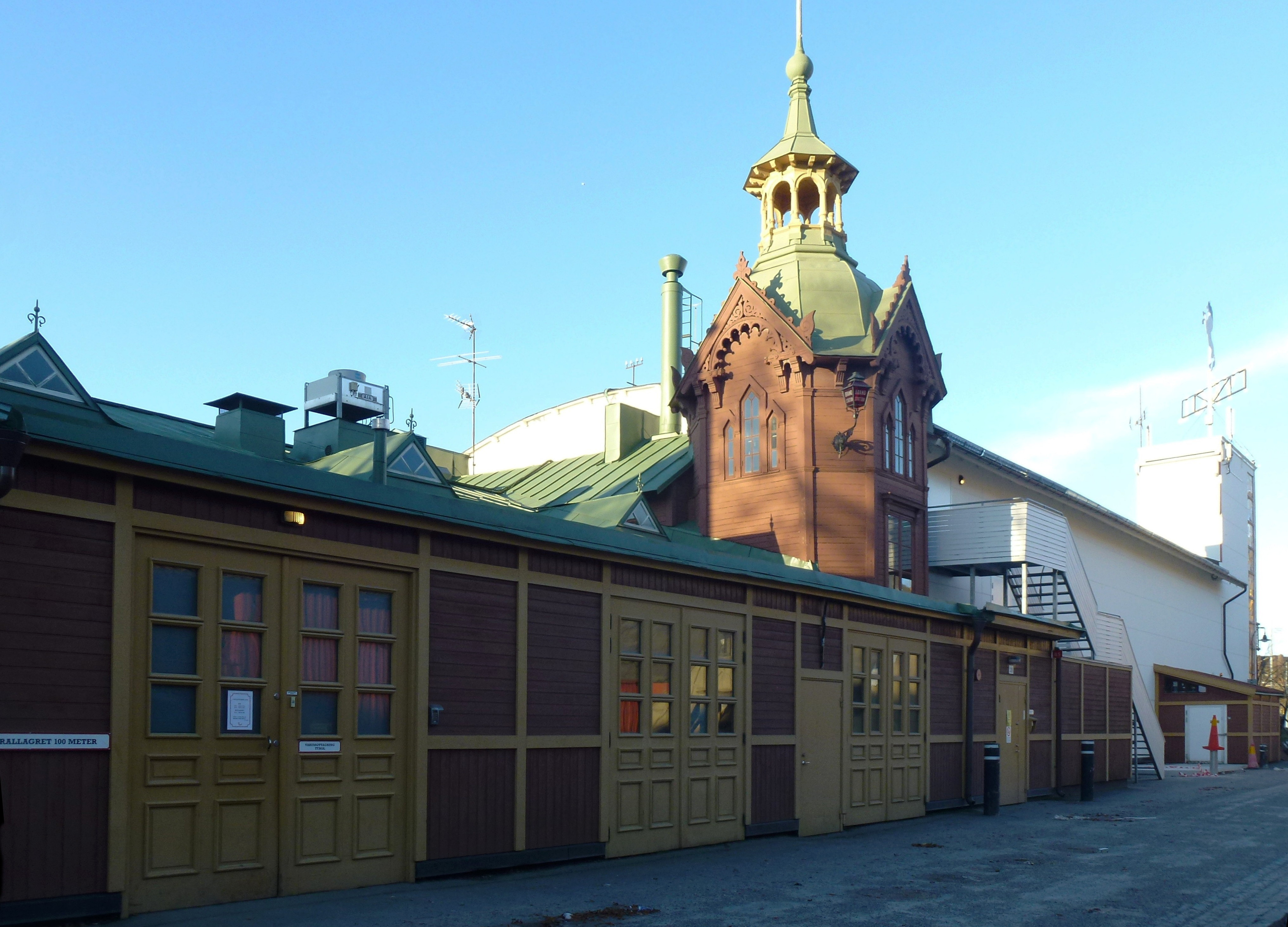
Djurgårdens brandstation
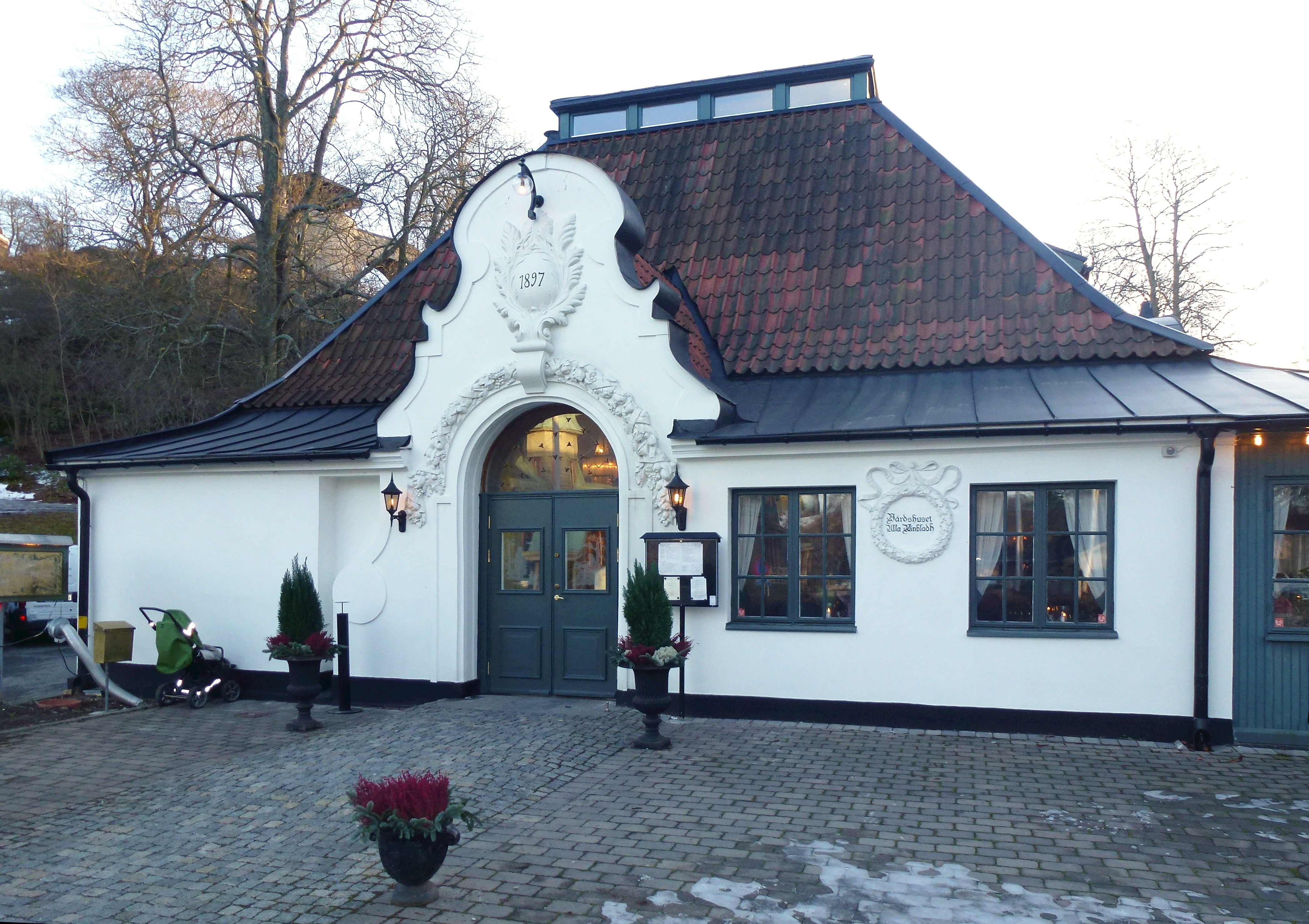
Wärdshuset Ulla Winbladh
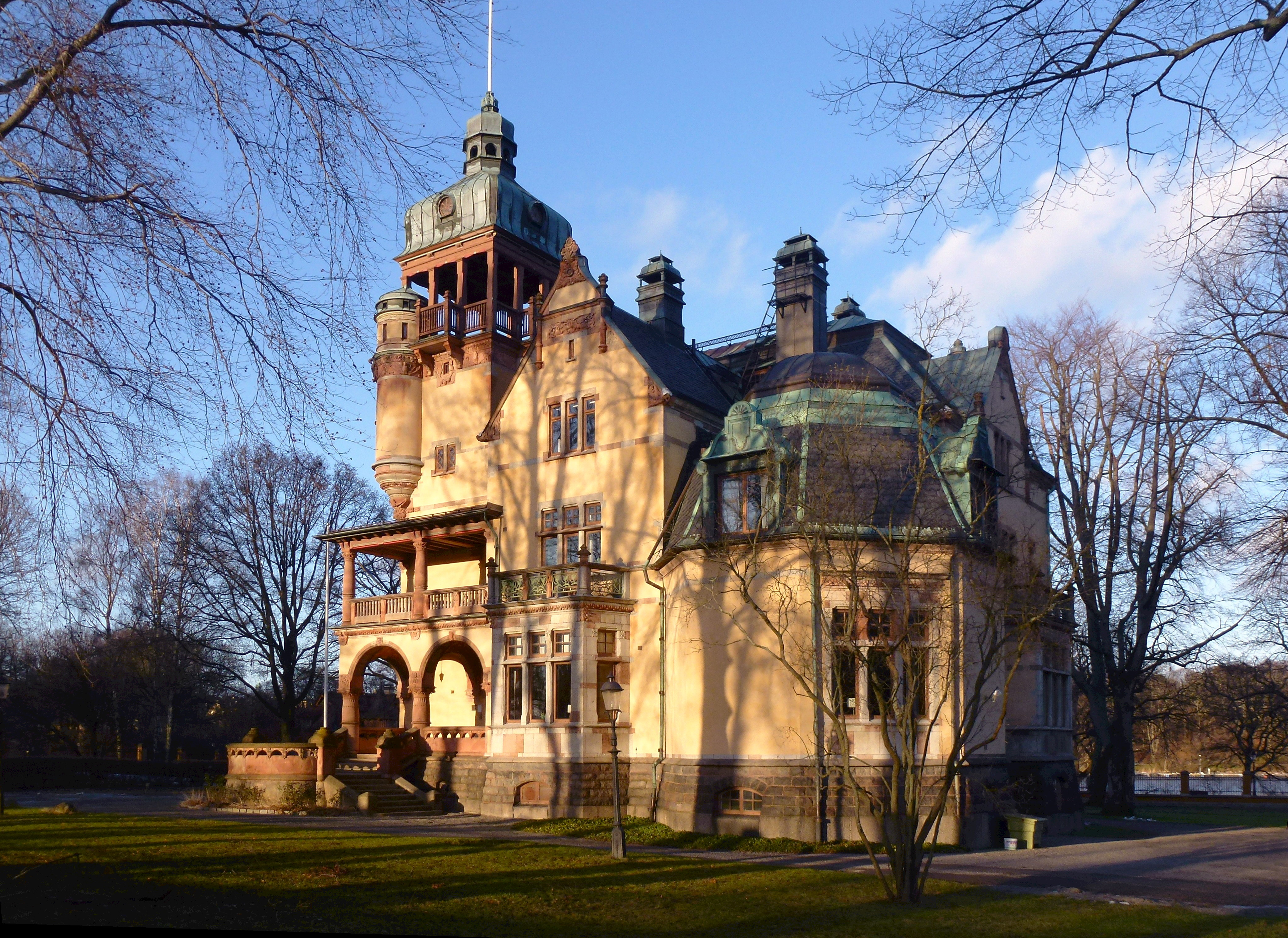
Villa Lusthusporten
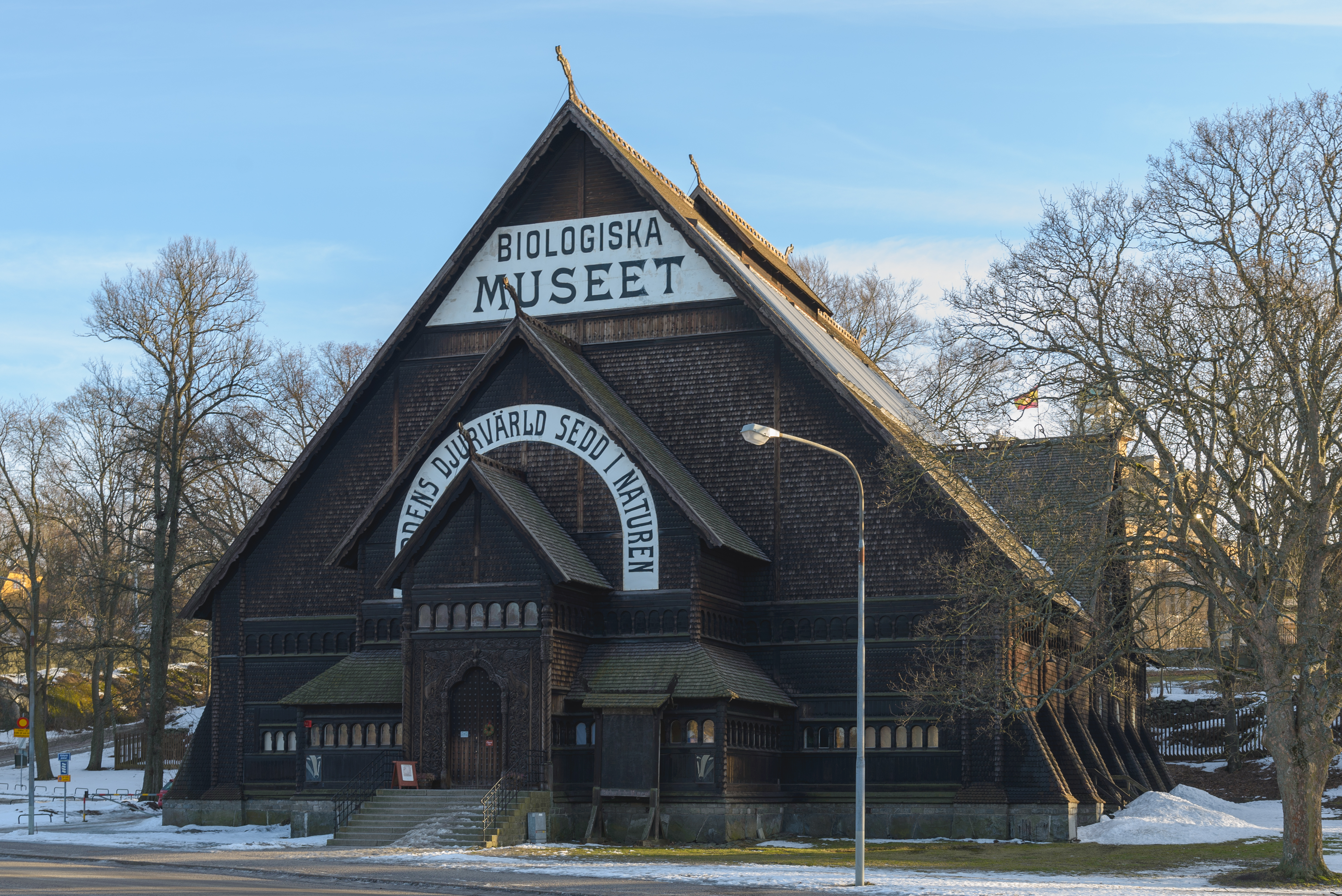
Biologiska museet

## Utgrävningar
Sommaren 2008 pågick arkeologiska utgrävningar på den lilla konstgjorda holmen som skulle föreställa Helgeandsholmen i miniatyrstaden Gamla Stockholm och anlades i samband med Stockholmsutställningen 1897. Här fanns en mycket omtyckt rekonstruktion av Gamla stan på 1500-talets slut. Rekonstruktionen var utförd i skala 1:2, alltså halva storleken. Utgrävningarna utfördes av Historiska museet och man kunde själv delta aktivt. Under utgrävningen som pågick i två veckor kom 4850 besök varav cirka 400 personer grävde själva och ytterligare ett par tusen besök följde på distans inifrån Historiska museets entréhall.